# Герарди, Герардо
Герардо Герарди (1891—1949) — итальянский драматург и сценарист.
Работал журналистом, театральным критиком. Первую пьесу, «9, 21, 37 на каждый розыгрыш», написал в 1922 году. Вместе с Л. Руджи создал «Экспериментальный театр» в Болонье в 1922 году. С 1935 года занимался режиссерской деятельностью в театрах Рима. C 1935 года писал киносценарии.

## Пьесы
- 1922 — «9, 21, 37 на каждый розыгрыш» (Труппа Кьянтони, Болонья)
- 1933 — «Грим на лице» (Труппа Серджо Тофано и Джудитты Риссоне, Милан)
- 1935 — «Дети маркиза Лучера» (Труппа Тофано—Риссоне, Рим)
- 1936 — «Пассабо, пропащая жизнь» (Труппа Руджери, Феррара)
- 1939 — «Осень» (Труппа Чимара—Челлини—Павезе, Перуджа)

## Фильмография

### Сценарист
- 1941 — Тереза-Пятница / Teresa Venerdì — совместно с Альдо де Бенедетти (нет в титрах), Витторио Де Сикой, Чезаре Дзаваттини (нет в титрах), Маргеритой Мальионе и Франко Риганти
- 1943 — Дети смотрят на нас / Bambini ci guardano, I — совместно с Чезаре Джулио Виола, Адольфо Франчи, Маргеритой Мальионе, Чезаре Дзаваттини, Витторио Де Сикой, Марией Докселофер (нет в титрах) и Марио Моничелли (нет в титрах)